# Robert Eugene Marshak
Robert Eugene Marshak, ameriški fizik, * 11. oktober 1916, Bronx, New York, ZDA, † 23. december 1992, Cancún, Mehika.

## ŽIvljenje in delo
Marshakova starša, Harry Marshak in Rose Marshak, sta bila priseljenca iz Minska. Študiral je na Univerzi Columbia. Doktoriral je leta 1939 na Univerzi Cornell. Skupaj z mentorjem Bethejem je odkril več vidikov jedrskega zlivanja pri nastajanju zvezd. To mu je pomagalo pri njegovem delu na Projektu Manhattan med 2. svetovno vojno.
Skupaj s Sudarshanom je leta 1957 predlagal Lagrangeevo funkcijo V-A (»vektor« minus »aksialni vektor«) za šibke interakcije, kar sta kasneje neodvisno odkrila Feynman in Gell-Mann. Marshak in Sudarshan sta svojo teorijo objavila le v konferenčnih poročilih za srečanje v Italiji. Šest mesecev kasneje sta različno izpeljavo istega koncepta objavila Feynman in Gell-Mann v odmevnejši znanstveni reviji. Marshak je malo pred tem govoril s Feynmanom o splošnem problemu v Kaliforniji. Čeprav je koncept V-A veljal za enega najpomembnejših doprinosov k teoretični fiziki, niso zanj nikoli podelili Nobelove nagrade. Sudarshan je kasneje leta 2006 v televizijskem intervjuju komentiral, da je Gell-Mann dobil zamisel od njega v neformalnem pogovoru ob kavi.
Marshak je bil Predsednik Mestnega kolidža New Yorka med letoma 1970 in 1979. Leta 1983 je bil predsednik Ameriškega fizikalnega društva.
Med nesrečo v Cancúnu se je utopil.